# Jožef Smodiš
Jožef Smodiš (madžarsko Szmodis József) slovenski evangeličanski duhovnik, ki je živel na koncu 17. stoletja v Kraščih, v Slovenski okroglini.
Na vasi je napisal eno protestantsko pesmarico v prekmurščini Gradual (pred 1. marcem 1695) za uporabo pri bogoslužju v tedaj (okr. 1680) spet katoliški cerkvi sv. Helene na Pertoči. Po rekatolizaciji vernikov v Kraščih, je Štefan Kozel napisal katoliško pesmarico. 